# Ludwig Gurlitt

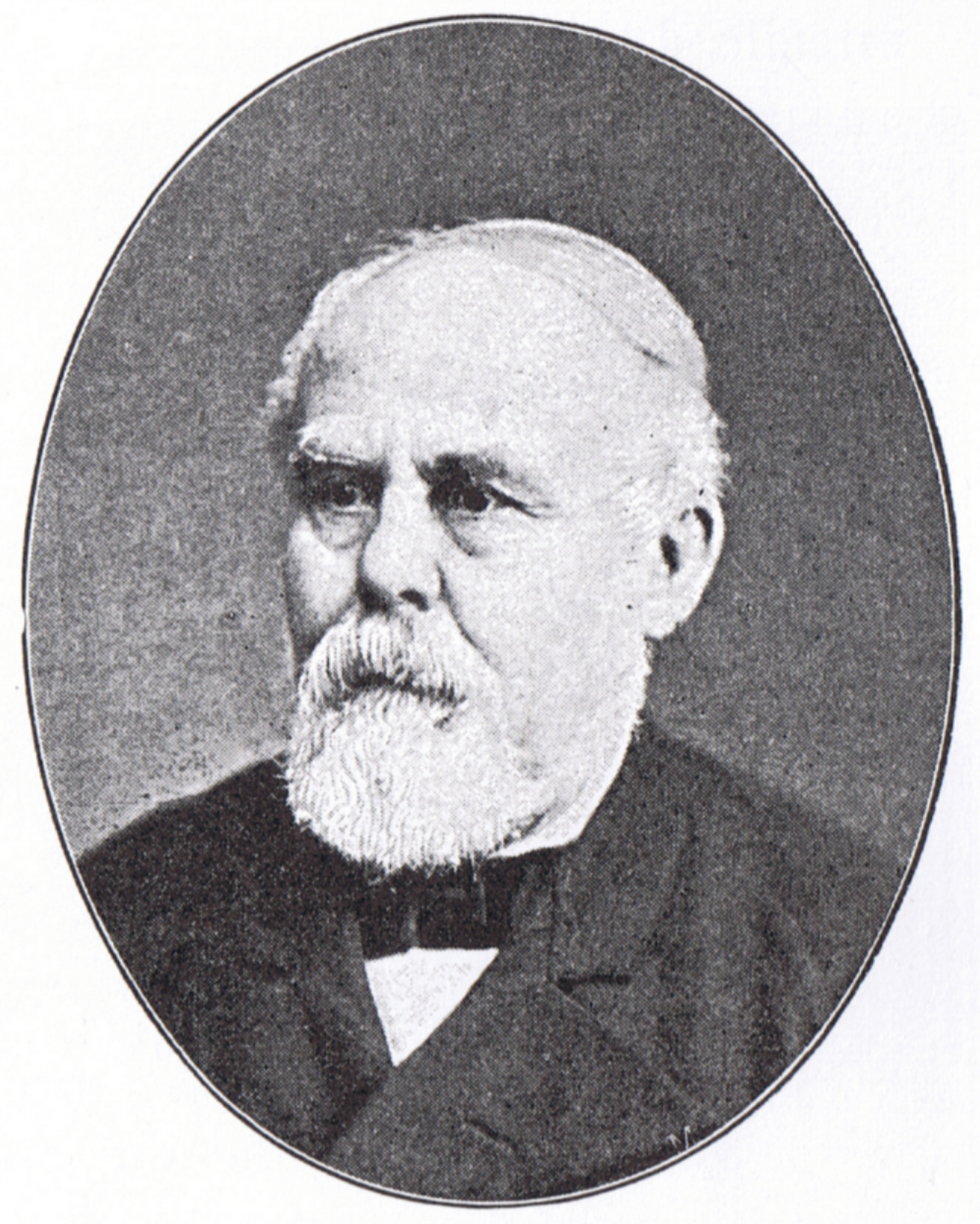
Ludwig Gurlitt

Ludwig Gurlitt (* 31. Mai 1855 in Wien; † 12. Juli 1931 in Freudenstadt, Württemberg) war ein deutscher Reformpädagoge.

## Leben und Wirken
Ludwig Gurlitt, ein Sohn aus der dritten Ehe des Malers Louis Gurlitt, legte 1875 das Abitur ab. Er studierte in Göttingen (dort Promotion 1878) und Berlin Latein und Griechisch, daneben Geschichte und Geografie. Er unterrichtete an Gymnasien in Hamburg, ab 1886 bis zur Frühpensionierung 1907 am Gymnasium Steglitz und im privaten Schuldienst in Freudenstadt. Beeinflusst durch das britische Schulwesen und geprägt vom Ideal individueller Persönlichkeitsbildung, kritisierte Gurlitt das autoritäre Schulwesen seiner Zeit:

„Unsere Erziehung, die so tyrannisch über jeden Schritt der Jugend wacht und von Stunde zu Stunde die Ziele und die Aufgaben und dazu die Mittel vorschreibt, zerstört durch ihren pedantischen Betrieb die elementaren Naturkräfte, die nach eigener freier Entwicklung drängen.“

In seiner Pädagogik betonte er die künstlerischen und körperlichen Aspekte der schulischen Ausbildung und prägte den Begriff der „natürlichen Erziehung“. Ein anderer Aspekt von Gurlitts Weltanschauung ist sein durch Julius Langbehn („Rembrandt als Erzieher“) und Paul de Lagarde geprägter Deutschnationalismus.
Gurlitt war zwar nicht der Gründer der Wandervogelbewegung, sondern sie wuchs aus Schülern seiner Klassen an jenem Steglitzer Gymnasium, von dem der Wandervogel seinen Ausgang nahm. Gurlitt förderte jedoch die Wandervogelbewegung, und nach seinem Beitritt zum Wandervogel-Ausschuß für Schülerfahrten  im Jahr 1902 nahm er an mehreren Wandervogelfahrten teil. 1903 erreichte er durch eine Eingabe beim Preußischen Unterrichtsministerium die Anerkennung der Wandervogelbewegung.
Ab 1905 wirkte er auch an der "Sammlung illustrierter Einzeldarstellungen" Die Kultur seines älteren Bruders Cornelius Gurlitt mit.

## Pädagogische Werke
- Der Deutsche und sein Vaterland (1902)
- Der Deutsche und seine Schule (1905)
- Erziehung zur Mannhaftigkeit (1906)
- Pflege und Entwicklung der Persönlichkeit (1906)
- Verkehr mit meinen Kindern (1907)
- Schule und Gegenwartskunst (1907)
- Die Schule (1907)
- Schülerselbstmorde (1908)
- Erziehungslehre (1909)
- Gerechtigkeit für Karl May (1919), Karl-May Verlag Radebeul